# الجبهة الشعبية لنهضة إفريقيا الوسطى
الجبهة الشعبية لنهضة إفريقيا الوسطى جماعة مسلحة في جمهورية أفريقيا الوسطى تسيطر على معظم الجزء الشمالي من البلاد بما في ذلك عواصم المحافظات مثل كاغا باندورو ونديلي. تأسست في 10 يونيو 2014 في بيراو. وسرعان ما سيطرت على المحافظات الشمالية. وكانت أحد أطراف اتفاق السلام في 2019.